# Комический роман
«Комический роман» (фр. Roman comique) — роман французского писателя Поля Скаррона, написанный в 1651—1657 годах.

## Сюжет
Главные герои романа — члены актёрской труппы. Описание их скитаний по Франции даёт автору возможность описывать провинциальные быт и нравы. При этом полноценной фабулы в романе нет, есть только цепочка разнообразных эпизодов.

## Значение
В «Комическом романе» заметно отрицательное отношение Скаррона к модной в его эпоху прециозной литературе, далёкой от жизненных реалий. Томным воздыхателям, селадонам и чувствительным рыцарям писатель противопоставляет грубоватых, невоспитанных, иногда циничных, но зато выхваченных из окружающей действительности персонажей, говорящих простым языком, имеющих простые интересы. Реальность у Скаррона получает несколько одностороннее, подчас даже карикатурное, освещение, отчасти приближающееся к типу «плутовского романа». «Комический роман» является ярким образцом бурлеска.
Под влиянием романа Скаррона Жан де Лафонтен написал пьесу «Раготен, или Комический роман» (1684), Теофиль Готье — роман «Капитан Фракасс» (1863).
По словам Анатоля Франса, «в романе талантливо даны ситуации и характеры; это произведение человека веселого и доброго, книга правдивая и вечная».